# Come Get It Bae
«Come Get It Bae» es una canción realizada por el cantante estadounidense Pharrell Williams de su segundo álbum de estudio Girl (2014). La canción fue escrita y producida por Williams y cuenta con la voz sin acreditar de Miley Cyrus y Tori Kelly. Fue lanzado el 8 de mayo de 2014 a través de Columbia Records como el segundo sencillo del álbum.
"Come Get It Bae" es una canción funk, y discute el sexo a través de la metáfora de una motocicleta. La canción recibió críticas generalmente favorables de críticos de la música, que complementados su producción global, pero eran ambivalentes hacia su contenido lírico. Fue lanzado en los Estados Unidos como el tercer sencillo de Girl el 8 de mayo de 2014. Desde entonces, la canción ha alcanzado su punto máximo en el número 23 de la Billboard Hot 100 y alcanzó el número 108 de los franceses del SNEP.

## Antecedentes y composición
Williams colaboró por primera vez con Cyrus, durante la producción de las pistas 4x4 y GetItRight de su cuarto álbum de estudio Bangerz (2013) Se anunció que Cyrus aparecería en el segundo álbum de estudio de Williams Girl cuando su lista de canciones fue confirmada el 25 de febrero. Su colaboración, Come Get It Bae, se estrenó a través de iTunes Radio el 28 de febrero durante una transmisión exclusiva del registro antes de su lanzamiento oficial el 3 de marzo.
Come Get It Bae es una canción funk con ritmo juguetón, que considera la incorporación de un «bajo palpitante y palmas». Williams ofrece sus versos, mientras que Cyrus canta el coro y se la oye gritar «¡Hey!» a lo largo de la canción. La metáfora «you want to ride my motorcycle?» (¿tu quieres montar mi moto?) se escucha con frecuencia durante el coro; sirve como una insinuación de sexo, un tema recurrente a lo largo Girl. El comercial «World of Red Bull» se estrenó el 3 de marzo de 2014, y cuenta con un fragmento de 30 segundos de «Come Get It Bae». Williams interpretó la canción en Good Morning America el 7 de abril; Cyrus no estaba presente, aunque sus voces se escucharon en la pista de acompañamiento pregrabado. Tori Kelly también ofrece voces de fondo en la sección del puente de la canción.

## En la cultura popular
- La canción es utilizada en el comercial de Red Bull del 2014 «World of Red Bull».[10]
- En Chile, la canción fue utilizada en varios comerciales de la tienda Dijon.

## Posiciones
| Lista (2014)                                  | Mejor posición |
| --------------------------------------------- | -------------- |
| Australia (ARIA)                              | 61             |
| Bélgica (Flandes) (Ultratip Bubbling Under)   | 10             |
| Bélgica (Valonia) (Ultratip Bubbling Under)   | 32             |
| Canadá (Canadian Hot 100)                     | 25             |
| Francia (SNEP)                                | 108            |
| Alemania (Deutsche Black Charts)              | 12             |
| Hungría (Rádiós Top 40)                       | 27             |
| Irlanda (IRMA)                                | 67             |
| Países Bajos (Dutch Top 40)                   | 35             |
| Países Bajos (Mega Single Top 100)            | 84             |
| Nueva Zelanda (Recorded Music NZ)             | 30             |
| Reino Unido Singles (Official Charts Company) | 87             |
| Reino Unido (UK R&B Chart)                    | 15             |
| Estados Unidos (Billboard Hot 100)            | 23             |
| Estados Unidos (Hot R&B/Hip-Hop Songs)        | 5              |
| Estados Unidos (Mainstream Top 40)            | 12             |